# Schmardaea
Schmardaea é um género botânico pertencente à família Meliaceae.
1. ↑  «Schmardaea — World Flora Online». www.worldfloraonline.org. Consultado em 19 de agosto de 2020